# Ilha dos Lobos (Laguna)
A Ilha dos Lobos é uma ilha do estado de Santa Catarina, localizada no município de Laguna. É de propriedade da União e administrada e protegida pela Marinha do Brasil.
A ilha, cuja vegetação é mínima, fica a cerca de três milhas náuticas da praia do Mar Grosso e seu nome se deve à presença de lobos-marinhos no local. Tem 50 metros de altura, é formada por rochas e é frequentada por pescadores amadores e profissionais em busca de robalos e garoupas.
Possui um pequeno farol com seis metros de altura e luz com lampejo branco de 11 milhas, e que auxilia as pequenas embarcações e navios a caminho do Rio Grande do Sul e da Argentina.
A ilha dos Lobos é um viveiro natural do marisco-da-pedra, sendo que até o dia 1 de setembro a captura está autorizada dentro das normas legais. Na região, de acordo com norma do Ibama, é proibida a pesca subaquática praticada com aparelhos complementares de respiração.